# José Gonçalves de Morais
José Gonçalves de Morais, primeiro e único barão com grandeza de Piraí (São João Marcos, 12 de fevereiro de 1776 — Piraí, 10 de outubro de 1859), foi um fazendeiro brasileiro.

## Biografia
Filho de Antônio Gonçalves de Morais e  Rita Clara de Sousa, casou-se com Cecília Pimenta de Almeida Frasão de Sousa Breves, foi um grande proprietário de terras e de escravos em Piraí, na província do Rio de Janeiro. Foi agraciado com o título de barão em 18 de julho de 1841 e com as honras de grandeza em 15 de novembro de 1846.